# Esther Pietrapiana
Esther Elsa Pietrapiana (16 ottobre 1934) è un'ex cestista argentina.

## Carriera
Con l'Argentina ha disputato i Campionati mondiali del 1957.